# A13-1 (autoestrada)
A A13-1 ou Radial de Coimbra é uma autoestrada portuguesa, que liga Condeixa-a-Nova com Almalaguês, pertencendo ambas à sub-região Região de Coimbra, localizada na Região Centro, tendo uma extensão total de 9,4 km. E
Estabelece a ligação entre a A1 e a A13. Tem uma orientação Poente - Nascente e serve também de ligação do IC2 à A1.
Esta está aberta ao tráfego desde Dezembro de 2012.
Pertence à Subconcessão do Pinhal Interior detida pela Ascendi. Tal como a A13 que também integra a Subconcessão do Pinhal Interior a autoestrada é gratuita.

## Estado dos troços
| Troço                                 | Situação             | km  |
| ------------------------------------- | -------------------- | --- |
| A 1 Condeixa-a-Nova - A 13 Almalaguês | Em serviço (12/2012) | 9,4 |

## Perfil
| Troço                                 | Perfil | Extensão |
| ------------------------------------- | ------ | -------- |
| A 1 Condeixa-a-Nova - A 13 Almalaguês |        | 9,4 km   |

## Nós de ligação e portagens
| A 1 - A 13 | A 1 - A 13                | A 1 - A 13                         | A 1 - A 13                         | A 1 - A 13                             | A 1 - A 13                           | A 1 - A 13                         | A 1 - A 13                         | A 1 - A 13                | A 1 - A 13  |
| Esquema    | Sentido A 13 (ascendente) | Sentido A 13 (ascendente)          | Sentido A 13 (ascendente)          | Sentido A 13 (ascendente)              | Sentido A 1 (descendente)            | Sentido A 1 (descendente)          | Sentido A 1 (descendente)          | Sentido A 1 (descendente) | Notas       |
| Esquema    | Velo-cidade               | Vias                               | Saída                              | Saída                                  | Saída                                | Saída                              | Elemento Vias                      | Velo-cidade               | Notas       |
| Esquema    | Velo-cidade               | Vias                               | N.º                                | Direção                                | Direção                              | N.º                                | Elemento Vias                      | Velo-cidade               | Notas       |
| ---------- | ------------------------- | ---------------------------------- | ---------------------------------- | -------------------------------------- | ------------------------------------ | ---------------------------------- | ---------------------------------- | ------------------------- | ----------- |
|            |                           |                                    |                                    | A 13 Coimbra Tomar IC 2 Coimbra Lisboa | A 1 Lisboa Porto                     |                                    |                                    |                           | A 13-1      |
|            |                           | Praça de Portagem de Condeixa (A1) | Praça de Portagem de Condeixa (A1) | Praça de Portagem de Condeixa (A1)     | Praça de Portagem de Condeixa (A1)   | Praça de Portagem de Condeixa (A1) | Praça de Portagem de Condeixa (A1) |                           | A 13-1      |
|            |                           |                                    | 1                                  | IC 2 Lisboa Coimbra                    | IC 2 Lisboa Coimbra                  | 1                                  |                                    |                           | A 13-1 km 0 |
|            |                           |                                    | 2                                  | Almalaguês                             | Almalaguês                           | 2                                  |                                    |                           | A 13-1 km 7 |
|            |                           |                                    |                                    | A 13 Coimbra Tomar                     | IC 2 Coimbra Lisboa A 1 Porto Lisboa |                                    |                                    |                           | A 13-1 km 9 |